# STRN
STRN‏ (Striatin) هوَ بروتين يُشَفر بواسطة جين STRN في الإنسان.